# Melike Günal
Melike Günal, née le 5 avril 1998 à Kahramanmaraş, est une haltérophile turque.

## Carrière
Melike Günal est médaillée de bronze à l'arraché, à l'épaulé-jeté et au total dans la catégorie des plus de 87 kg aux Championnats d'Europe d'haltérophilie 2021 à Moscou.
Aux Championnats d'Europe d'haltérophilie 2022 à Tirana, elle est médaillée d'argent à l'arraché, à l'épaulé-jeté et au total dans la catégorie des plus de 87 kg.
Elle est médaillée de bronze à l'arraché dans la catégorie des plus de 87 kg aux Championnats d'Europe d'haltérophilie 2023 à Erevan.